# Харківпроект
Інститут «Харківпроект» — проєктна організація міста Харкова. Інститут є автором усіх генеральних планів відновлення, розвитку і забудови міста Харкова.

## Історія
Проєктну організацію було створено в 1944 році одразу після визволення Харкова. За роки Другої світовой війни місто втратило безліч будівель і споруд, за прогнозами експертів для його відновлення було потрібно більше 50 років. Однак вже в 1944 році була готова схема нового генерального плану реконструкції Харкова. Саме з цього почав свою історію інститут «Харківпроект».
У післявоєнні роки організація мала назву проєктно-відновний трест «Облпроект», який у 1951 році був перетворений на Харківську філію «Діпроміста». У його структуру в 1955 році увійшов творчий колектив «Містопроекту» — так називалися архітектурні майстерні при Управлінні головного архітектора Харкова. В результаті здійснення успішної розробки генерального плану Харкова, у 1964 році філія «Діпроміста» була перетворена на Державний проєктний інститут з планування і забудови міста «Харківпроект».
Основні напрямки діяльності організації:
- містобудівне проєктування
- проєктування об'єктів житлово-цивільного, промислового і сільськогосподарського напрямку
- проєктування інженерних мереж споруд і комунікацій

## Основні проєкти
- Генеральний план Харкова 1945 року (арх. О. М. Касьянов, інж. В. С. Ніколаєв)
- Генеральний план Харкова 1964 року (арх. В. Л. Антонов)
- Генеральний план Харкова 1986 року (арх. С. Т. Хоменко)
- Проєкти детального планування житлового масива Павлове Поле, Харків (архітектори Л. М. Тюльпа, А. Г. Грігоренко)
- Проєкти детального планування житлового масива Селекційної станції, Харків (арх. Г. Б. Кесслер, Ю. О. Плаксієв)
- Проєкти детального планування Салтівського житлового масива (архітектори Л. М. Тюльпа, В. В. Домницький, І. Т. Демешко)
- Проєкти детального планування Холодногірського житлового масива, Харків (арх. Клейн Б. Г., Н. С. Фурманова, Г. А. Соколова)
- Проєкти детального планування Олексіївського житлового масива (арх. М. І. Авраменко, Т. А. Морєва, В. О. Можейко, початок будівництва в 1979 році)
- Мікрорайон № 6, Харків
- Мікрорайон по вул. 17-го партз'їзду, Харків
- Мікрорайони № 28 і 29, Харків
- Мікрорайони № 601, 602, 603, 604, 605 і 606 на Салтівці, Харків
- Басейн «Спартак», Харків
- Культурно-спортивний комплекс на вул. Рудика, 4, Харків (арх. Клейн Б. Г., Н. С. Фурманова)
- Кафе по вул. Отакара Яроша, Харків (1967)
- 16-ти поверховий корпус готелю Харків, Харків (арх. Клейн Б. Г., Н. С. Фурманова, 1976)
- Реконструкція стадіону «Металіст», Харків (2011)
- Житловий будинок на м-ні Конституції, 1, Харків (арх. П. І. Арєшкін, 1954)
- Житлові будинки Укргідропроект на вул. Клочківській, 186, Харків
- 14-поверхові будинки по вул. 23-го Серпня, Харків
- Житловий будинок ХПІ на вул. Пушкінській, 74-76, Харків
- Кіноконцертний зал «Ювілейний», Херсон (1970)

## Персоналії
- Лаврентьєв Ігор Миколайович
- Фурманова Ніна Самойлівна
- Морєва Тетяна Абрамівна
- Антонов Віктор Леонідович
- Чечельницький Павло Георгійович
- Кублицька Катерина Євгенівна
- Шмуклер Валерій Самуїлович
- Троценко Віктор Карпович
- Клевицький Євсей Мендельович
- Клейн Борис Гершович
- Плаксієв Юрій Олексійович
- Васильєв Вадим Сергійович
- Любомілова Єлизавета Олександрівна
- Шур Елла Мойсеївна